# Buchbach (Bawaria)
Buchbach – gmina targowa w Niemczech, w kraju związkowym Bawaria, w rejencji Górna Bawaria, w regionie Südostoberbayern, w powiecie Mühldorf am Inn. Leży około 20 km na północny zachód od Mühldorf am Inn.

## Demografia
| Rok  | Liczba mieszk. |
| ---- | -------------- |
| 1970 | 2 207          |
| 1987 | 2 475          |
| 2000 | 3 041          |
| 2005 | 3 158          |

### Struktura wiekowa
Dane o ludności z 31 grudnia 2008:
| Opis                                | Ogółem | Ogółem | Kobiety | Kobiety | Mężczyźni | Mężczyźni |
| ----------------------------------- | ------ | ------ | ------- | ------- | --------- | --------- |
| Jednostka                           | osób   | %      | osób    | %       | osób      | %         |
| Populacja                           | 3120   | 100    | 1525    | 48,88   | 1595      | 51,12     |
| Wiek przedprodukcyjny (0–17 lat)    | 596    | 19,1   | 291     | 9,33    | 305       | 9,78      |
| Wiek produkcyjny (18–65 lat)        | 1894   | 60,71  | 895     | 28,69   | 999       | 32,02     |
| Wiek poprodukcyjny (powyżej 65 lat) | 630    | 20,19  | 339     | 10,87   | 291       | 9,33      |

## Polityka
Wójtem gminy jest Thomas Einwang junior z CSU/PF, wcześniej urząd ten obejmował Hans Rambold, rada gminy składa się z 16 osób.
|      | CSU/PF | FUW | UB | WVR | Razem |
| 2008 | 5      | 7   | 2  | 2   | 16    |
| 2002 | 6      | 5   | 3  | 2   | 16    |

## Oświata
W gminie znajdują się 3 przedszkola (125 miejsc) oraz szkoła podstawowa z częścią Hauptschule (24 nauczycieli, 408 uczniów).